# Torregutiérrez
Torregutiérrez es una localidad perteneciente al municipio de Cuéllar, en la provincia de Segovia, comunidad autónoma de Castilla y León, España.
Forma parte de la Comunidad de Villa y Tierra de Cuéllar, encuadrado en el Sexmo de Cuéllar, por ser barrio o arrabal de la Villa.

## Etimología
Su nombre deriva de Tor don Gutierre (Torre de don Gutierre), siendo el nombre con el que aparece citado en el siglo XIII. El lugar, que aparece citado como arrabal de Cuéllar en sus Ordenanzas medievales, debió tener una torre defensiva, hoy desaparecida.

## Demografía
| 167           | 161 | 147 | 144 | 137 | 126 | 115 | 102 | 82 | 90 | 90 | 96 | 98 |
| (Fuente: INE) |     |     |     |     |     |     |     |    |    |    |    |    |

En 2018 contaba con 90 habitantes.

## Monumentos y lugares de interés

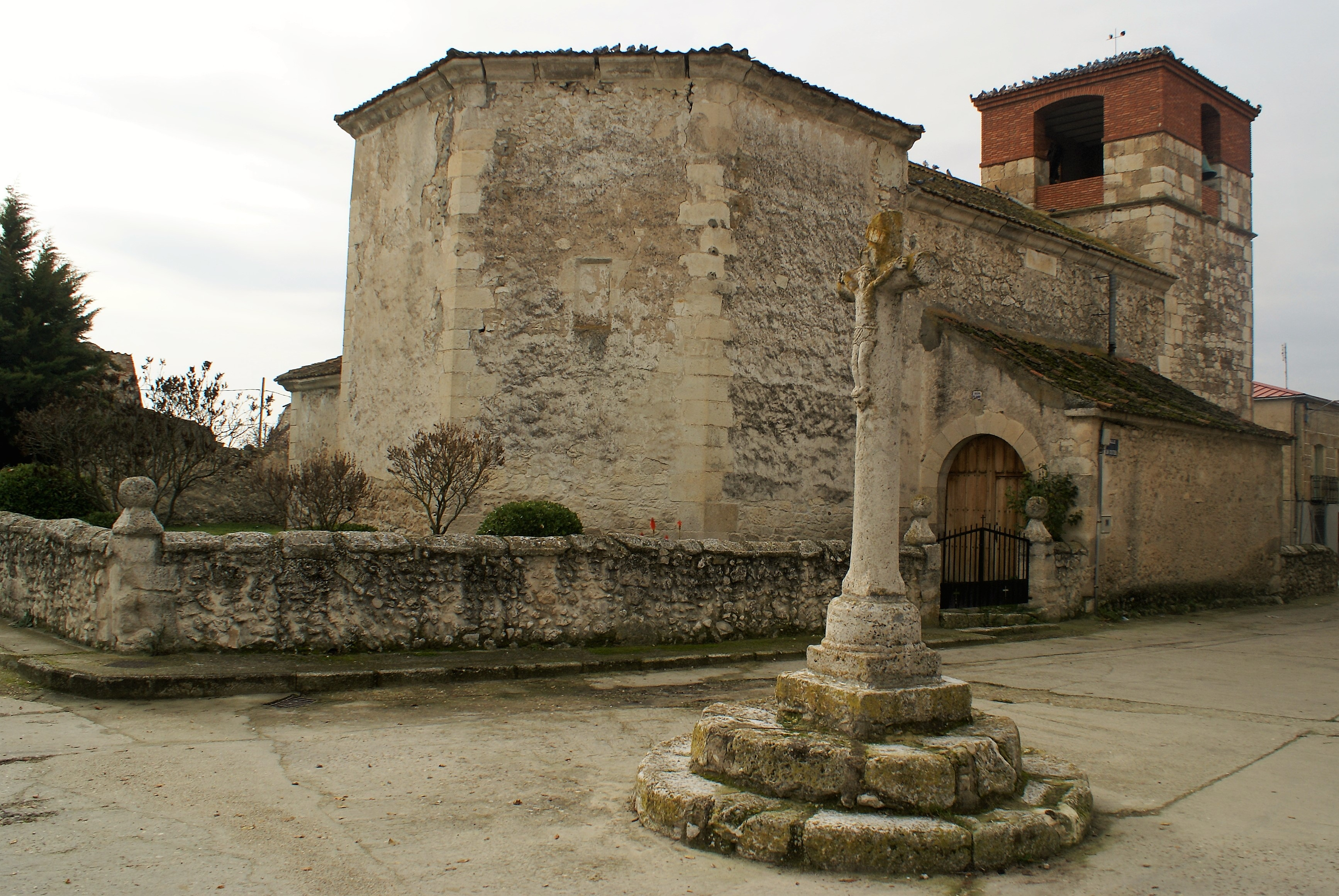
iglesia de Santa María

En la actualidad, su edificio más emblemático es la iglesia parroquial, dedicada a Santa María. Se trata de una construcción levantada a finales del siglo XVI o comienzos del XVII. Destaca en su volumen la torre, aunque después de su remodelación hace no muchas décadas quedó rematada de ladrillo visto, entorpeciendo el conjunto. En el interior se guarda una virgen románica revestida y un cristo gótico.

## Fiestas
La fiesta principal de esta localidad dedicada a la agricultura y la ganadería se celebra en honor de Nuestra Señora del Rosario, el primer fin de semana de octubre, durante el cual es obligada una multitudinaria procesión por las calles del pueblo con la imagen.
- Beato fray Cesáreo Niño Pérez, (15 de septiembre de 1878 baut. – Boadilla del Monte (Madrid), 1. de septiembre de 1936). Religioso de la Orden Hospitalaria de San Juan de Dios.
- Millán Gómez (12 de noviembre de 1930-Madrid, 3 de diciembre de 2016), trompetista conocido como el Trompeta de Oro